# Trisetella scobina
Trisetella scobina är en orkidéart som beskrevs av Carlyle August Luer. Trisetella scobina ingår i släktet Trisetella och familjen orkidéer. Inga underarter finns listade i Catalogue of Life.